# 科乔洛
科乔洛，是匈牙利托尔瑙州所辖的一个村。总面积33.34平方公里，总人口1250，人口密度37.5人/平方公里（2011年1月1日）。